# Les Adjots

Les Adjots este o comună în departamentul Charente, Franța. În 1 ianuarie 2022 avea o populație de 532 de locuitori.